# Patty McGovern
Patricia Jean „Patty“ McGovern Brissette (* 16. Februar 1928; † 6. Februar 2024) war eine US-amerikanische Pop- und Jazzsängerin und Songwriterin.

## Leben und Wirken
McGovern wuchs in Minneapolis, Minnesota in einer musikalischen Familie auf; ihr älterer Bruder war der Pianist Tommy McGovern. Sie begann schon früh, eigene Lieder zu schreiben. Als sie 12 Jahre alt war, trat sie mit ihren Schwestern im lokalen Hörfunk in St. Paul, Minneapolis auf. 1948 heiratete McGovern den Rundfunkmoderator Leigh Kamman. Zu diesem Zeitpunkt hatte sie bereits professionelle Auftrittserfahrung mit der Band ihres Bruders, und teilweise dank Kammans Verbindungen nahm ihre Karriere Fahrt auf. 1950 schloss sie sich den Honey Dreamers an, einem gemischten Gesangsquintett. Als deren Leadsängerin zog sie mit der Gruppe nach New York, wo sie ein Angebot, als Mitglied des Stan-Kenton-Orchesters zu singen, ablehnten. Sie nahmen Live-Werbespots für Firmen wie Camay und 55 Kinescope, außerdem arbeiteten sie für CBS mit Johnny Mercer und auch mit Stan Kenton zusammen.
In New York sang McGovern in vielen großen Fernsehprogrammen, entweder als Solistin oder mit den Honey Dreamers. Sie trat mit Mel Tormé, in der Eddie Fisher Show, Celebrity Time, ferner den Shows von Steve Allen und Perry Como sowie der Jackie Gleason Show auf. Mit den Honey Dreamers nahm sie Singles wie „I'd Like to Wrap You Up and Put You in My Pocket“ und „Rain“  für Capitol, Decca, Mercury und RCA Victor auf. Unabhängig vom Quintett nahm McGovern eine LP für Atlantic Records unter der musikalischen Leitung von Tom Talbert auf, Wednesday’s Child. McGovern würde wie eine der besten Sänger des Tages klingen, schrieb der Billboard, die sowohl „cool“ als auch Pop ansprechen. Des Weiteren nahm McGovern für Columbia Records zwei EPs auf, „(How Much Is That) Doggie in the Window“/„Snoopy the Pussycat“ und eine Platte mit Kindermusik, „Im a Lonely Little Petunia (In an Onion Patch)“ / „I’m a Little Teapot“.
Ihr Songwriting begann schon bald Aufmerksamkeit ihrer Kollegen zu erregen; so spielte Marian McPartland ihre Lieder, nahm sie aber nicht auf. Musiker, die ihre Lieder (wie „Love Isn’t Everything“ und „Your Laughter“) aufnahmen, waren George Wallington und Jeanne Lee/Ran Blake, später auch Bruno Angelini and Diana Panton. Ende der 1950er-Jahre kehrte sie nach Minneapolis zurück, wo sie weiterhin auf lokaler Ebene auftrat. In den 1980er-Jahren ließ sie sich mit ihrem Ehemann, dem Künstler Duane Brissette in Wisconsin nieder und lebten  in Sauk City-Prairie Du Sac. 2003 arbeitete sie noch mit der Sängerin Marita Kelter an einem Album mit dem Titel „No Way 'Round Love“.

## Diskographische Hinweise
- Patty McGovern acc by Thomas Talbert & His Orchestra: Wednesday’s Child (Atlantic, 1956), mit Joe Wilder, Jimmy Buffington, Jerry Sanfino, Al Block oder Joe Soldo, Danny Bank oder Ernest Bright, Sey Schwartberg, Barry Galbraith, Jack Lesberg oder Arnold Fishkin, Osie Johnson oder Don Lamond